# Ocell de Saqqara
L'Ocell de Saqqara (conegut popularment com a Planador de Saqqara) és un objecte tallat en fusta de sicòmor i trobat al 1891 a la tomba de Pa-di-Amon a l'antiga necròpoli egípcia de Saqqara, que s'assembla a un avió aerodinàmic en miniatura. Datat de cap al 200 ae (durant la dinastia ptolemaica), es troba al Museu egipci del Caire. Fou classificat com a objecte de culte pels seus descobridors.
Fa 15 cm; té una envergadura de 18,30 cm i pesa 39 grams; fou pintat originàriament perquè semblara un falcó.

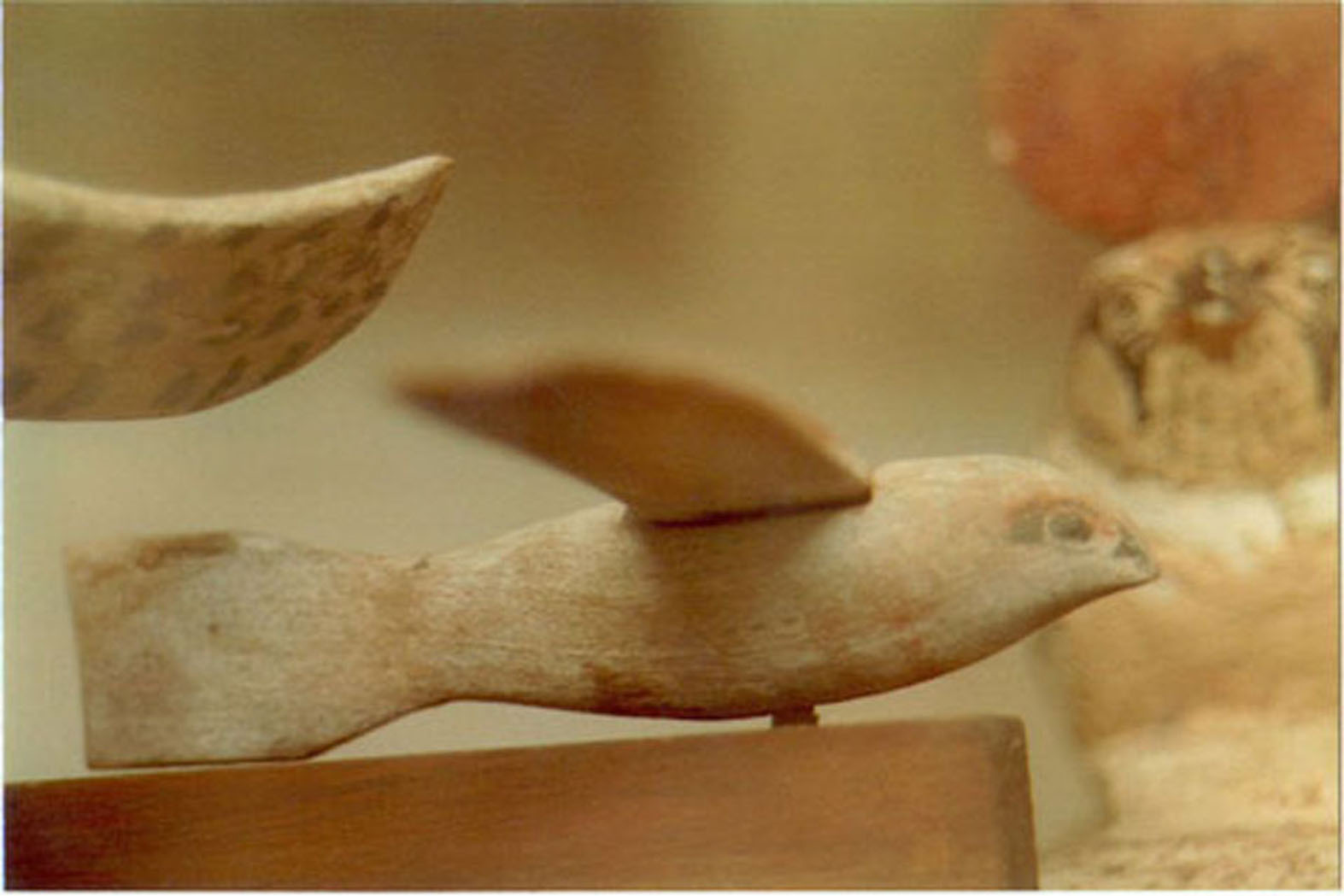
L'ocell de Saqqara

## Significat
El propòsit o utilitat de l'Ocell de Saqqara són desconeguts, per manca de documentació, però s'ha especulat respecte al seu significat.
Alguns pensen que pot ser un objecte cerimonial, ja que el falcó, l'au a la qual s'assembla, és una forma usada comunament per a alguns dels déus més importants de la mitologia egípcia, el més notable Horus. Altres indiquen que podia ser el joguet d'un infant de classe alta, o un penell. Fins i tot s'ha suggerit que podia ser un tipus de bumerang, objecte utilitzat en l'antic Egipte per a caçar aus aquàtiques.

### Penells semblants
A Egipte perduren dibuixos gravats de penells amb formes semblants a l'ocell de Saqqara:
Hi ha relleus al temple de Khonsu de Karnak, datats de la fi de l'Imperi Nou que mostren penells situats a la part superior dels mastelers de tres vaixells, tots utilitzats en els festivals d'Opet. El primer n'és al masteler d'un vaixell de Ramsés III, el segon sobre el masteler d'un vaixell del regnat d'Herihor, i el tercer en una nau d'Amon.

#### Proves de sustentació
Kahlil Messiha va construir un model d'Ocell de Saqqara per provar la seua eficàcia aerodinàmica. El seu model era sis vegades més gran i hi afegí un estabilitzador horitzontal, que considerava un element perdut en l'original. Messiha assegurà que havia fet volar el seu model.
Martin Gregorie, constructor i dissenyador de planadors de vol lliure, construí una maqueta en fusta a partir de la figura de Saqqara per intentar provar-ne les possibilitats de vol. Després de provar la rèplica, Gregorie conclogué que "l'Ocell de Saqqara mai va volar. És totalment inestable sense un estabilitzador... Fins i tot quan se li ajustà un estabilitzador el desenvolupament del desplaçament en fou decebedor". I afegeix: "Al meu parer, l'Ocell de Saqqara devia ser un joguet infantil o un penell."
L'expert en aerodinàmica Simon Sanderson testà una altra rèplica de l'ocell en un túnel de vent, sense afegir-hi l'estabilitzador, sostingut amb cables, i va dir que produïa quatre vegades el pes del model en sustentació. Després d'això, ho analitzà a la Universitat de Liverpool, amb un modern simulador de vol, que recreava el paisatge i condicions de l'altiplà de Saqqara, afegint-hi, com havia fet Messiha, un estabilitzador de cua que no hi ha en l'original. Els resultats en foren positius, la qual cosa dugué Sanderson a afirmar que "al voltant de 2.000 anys després que els egipcis tallaren aquest misteriós ocell, la tecnologia moderna ha provat sense dubte que podria haver volat".